# SN 1974H
SN 1974H – supernowa odkryta 23 lipca 1974 roku w galaktyce NGC 7644. W momencie odkrycia miała maksymalną jasność 17,50m.